# Fondation L'Oréal
 (mars 2016).
La Fondation L'Oréal est une fondation d'entreprise créée en 2007 par le groupe français L'Oréal (leader mondial des cosmétiques). La Fondation L’Oréal incarne la volonté du groupe L’Oréal de s’engager dans des actions d’utilité sociale, fondées sur ses domaines d’expertise, la science et la beauté, les deux piliers qui soutiennent la réussite de L’Oréal depuis plus d’un siècle. Elle est dirigée depuis 2017 par Alexandra Palt.

## Historique
La Fondation L'Oréal a été créée en 2007. Son conseil d'administration est composé de 12 membres (sept de L'Oréal et cinq personnalités indépendantes sélectionnées pour leurs compétences dans les domaines d'activité de la Fondation). Jean-Paul Agon, président et directeur général de L'Oréal, est devenu président du conseil d'administration le 24 avril 2012.

## Programmes de mécénat
- Programme Science : soutenir la place des femmes en science

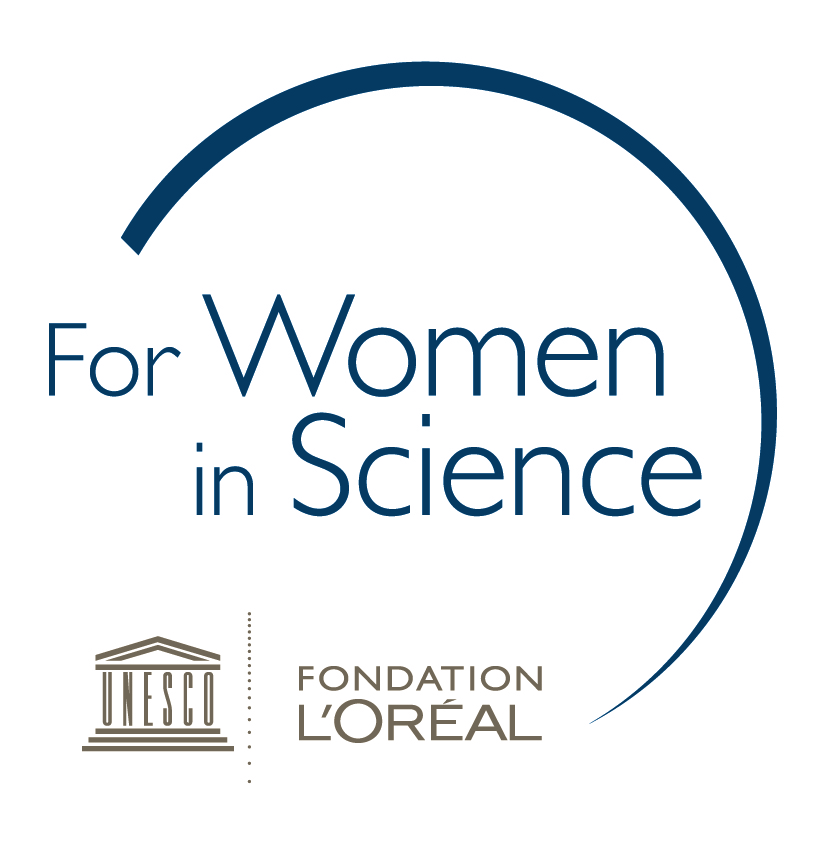

Les femmes sont sous-représentées dans le secteur de la recherche scientifique : en 2013, elles ne représentent que 29 % des chercheurs du monde. Or, leur rôle est essentiel pour affronter les grands enjeux d'aujourd'hui et de demain. 
Créé en 1998 par la Fondation L'Oréal en partenariat avec l'UNESCO, le programme « Pour les Femmes et la Science » identifie, soutient et met en lumière chaque année des femmes qui, à différents niveaux de leurs carrières, contribuent aux avancées scientifiques sur tous les continents.
Chaque année, 5 prix sont remis à 5 femmes scientifiques accomplies, une par continent, pour l'excellence de leurs travaux et leur contribution à la science. Parmi les anciennes lauréates du programme L'Oréal-UNESCO Pour les Femmes et la Science, on trouve la prof. Elizabeth Blackburn et la prof. Ada Yonath, toutes deux lauréates 2008, et qui ont reçu en 2009 l'une le prix Nobel de médecine, l'autre le prix Nobel de chimie. 
Depuis 2000, le programme propose également des bourses de recherche pour de jeunes femmes scientifiques en thèse ou en post doctorat dans près de 200 pays. 250 bourses sont remises chaque année pour des projets prometteurs en sciences de la vie et de la matière. 
Depuis le début du programme, 77 prix et 1700 bourses de recherche ont été attribués.
En 2014, la Fondation L'Oréal a lancé le programme « Pour les filles et la science », dont l’objet est de susciter des vocations chez les jeunes femmes dans la filière scientifique. Des opérations de sensibilisation dans les lycées, avec la visite de scientifiques femmes et de  chercheuses de L'Oréal font partie du programme.

Centre Eugène Schueller, siège international de L'Oréal à Clichy.